# Jermaine Taylor
Jermaine Taylor (Portland, 14 de janeiro de 1985) é um futebolista profissional jamaicano que atua como defensor, atualmente defende o Houston Dynamo.

## Títulos

### Jamaica
- Copa do Caribe: (3): 2005, 2010, 2014

### Harbour View
- Jamaican National Premier League: 12007
- CFU Club Championship: (1): 2004

### Houston Dynamo
- Major League Soccer Conferencia Leste (2): 2011, 2012